# Bangarapet
Bangarapet là một thị xã của quận Kolar thuộc bang Karnataka, Ấn Độ.

## Địa lý
Bangarapet có vị trí 12°58′B 78°12′Đ / 12,97°B 78,2°Đ Nó có độ cao trung bình là 843 mét (2765 foot).

## Nhân khẩu
Theo điều tra dân số năm 2001 của Ấn Độ, Bangarapet có dân số 38.684 người. Phái nam chiếm 51% tổng số dân và phái nữ chiếm 49%. Bangarapet có tỷ lệ 72% biết đọc biết viết, cao hơn tỷ lệ trung bình toàn quốc là 59,5%: tỷ lệ cho phái nam là 77%, và tỷ lệ cho phái nữ là 67%. Tại Bangarapet, 12% dân số nhỏ hơn 6 tuổi.